# Dorothy Eady
Pour les articles homonymes, voir Eady.
Dorothy Louise Eady, également connue sous les noms d'Omm Sety ou Om Seti, née le 16 janvier 1904, morte le 21 avril 1981, était gardienne du temple de Séthi Ier à Abydos en Égypte et dessinatrice pour le Département des Antiquités égyptiennes. Elle est particulièrement connue pour sa croyance qu'au cours d'une vie antérieure, elle avait été prêtresse dans l'Égypte antique, ainsi que pour ses recherches historiques considérables à Abydos. Sa vie et son œuvre ont fait l'objet de nombreux articles, documentaires télévisés et biographies. Dans un article, paru en 1979 dans The New York Times, sa vie est décrite comme « l'une des histoires de cas modernes de réincarnation les plus intrigantes et les plus convaincantes du monde occidental ».

## Origines
Dorothy Louise Eady est née à Londres en 1904, dans une famille irlandaise : elle est l'enfant unique de Reuben Ernest Eady, maître tailleur, et de Caroline Mary (Frost) Eady et est élevée dans une ville côtière. À trois ans, après une chute dans les escaliers, elle commence à avoir un comportement étrange, demandant qu'on la « ramène à la maison ». Elle développe aussi le syndrome de l'accent étranger. Cela lui cause des conflits au début de sa vie. Son institutrice de l'école du dimanche demande à ses parents de la tenir à l'écart de la classe, parce qu'elle aurait comparé le christianisme à la religion païenne de l'Égypte antique. Elle est aussi expulsée d'une école de filles de Dulwich après avoir refusé de chanter un hymne qui appelait Dieu à « maudire les Égyptiens basanés ». Ses visites régulières à la messe catholique, qu'elle aimait parce qu'elle lui rappelait la religion de l'Égypte antique, prennent fin après un interrogatoire et la visite d'un prêtre à ses parents.
Lors de sa visite, avec ses parents, du British Museum elle observe une photographie dans la salle d'exposition du temple du Nouvel Empire, la jeune Dorothy Louise Eady crie « C'est ma maison ! mais où sont les arbres, où sont les jardins ? ». Le temple est celui de Séthi Ier, père de Ramsès II. Elle court alors dans les couloirs des salles égyptiennes, « parmi son peuple », embrassant les pieds des statues. Après ce voyage, elle profite de chaque occasion pour visiter les salles du British Museum. C'est là qu'elle rencontre E. A. Wallis Budge, qui se laisse séduire par son enthousiasme de jeunesse et l'encourage dans l'étude des hiéroglyphes,,.
Après s'être échappée de justesse, lors d'un bombardement durant la Première Guerre mondiale, elle s'installe dans la maison de sa grand-mère, dans le Sussex. C'est là qu'elle poursuit son étude de l'Égypte ancienne à la bibliothèque publique d'Eastbourne. À quinze ans, elle décrit une visite nocturne de la momie du Pharaon Séti Ier,.
Son comportement, associé au somnambulisme et aux cauchemars, l’amènent à être internée plusieurs fois dans des sanatoriums. Après avoir quitté l'école à seize ans, elle visite des musées et des sites archéologiques en Grande-Bretagne, voyages facilités par les enquêtes de son père sur l'industrie cinématographique en plein essor dans tout le pays.
Dorothy Eady devient étudiante à temps partiel à l'école d'art de Plymouth et commence à collectionner des antiquités égyptiennes. Pendant son séjour à Portsmouth, elle fait partie d'une troupe de théâtre qui joue parfois une pièce basée sur l'histoire d'Isis et Osiris. Elle reprend le rôle d'Isis et chante la complainte pour la mort d'Osiris, basée sur la traduction d'Andrew Lang.
À l'âge de vingt-sept ans, elle commence à travailler à Londres avec un magazine égyptien de relations publiques, pour lequel elle écrit des articles et dessine des caricatures qui reflètent son soutien politique à une Égypte indépendante. Durant cette période, elle rencontre son futur mari, Eman Abdel Meguid, étudiant égyptien, avec qui elle continue de correspondre à son retour au pays.

## Départ en Égypte
En 1931, elle part en Égypte après qu'Emam Abdel Meguid, devenu professeur d'anglais, lui ait demandé de l'épouser. En arrivant en Égypte, elle embrasse le sol et annonce qu'elle rentre chez elle pour y rester. Le couple s'installe au Caire et la famille de son mari lui donne le surnom de Bulbul (en français : Rossignol). Leur fils est baptisé Séthi, d'où son surnom d'Omm Séthi (en français : Mère de Séthi). Après une rencontre fortuite avec la secrétaire de George Andrew Reisner, un égyptologue américain, qui lui parle de sa capacité apparente à charmer les serpents et lui a dit que les sorts sur de tels pouvoirs sont dans la littérature égyptienne ancienne, Omm Séthi visite la pyramide de la cinquième dynastie d'Ounas. Klaus Baer se souvient de sa piété lorsqu'elle l'accompagne lors d'une visite à Saqqarah, au début des années 1950, quand elle apporte une offrande et enlève ses chaussures avant d'entrer dans la pyramide d'Ounas.
Elle continue à faire état d'apparitions et d'expériences de sortie du corps durant cette période, ce qui cause des frictions avec la famille de la classe moyenne supérieure de son mari.

## Hor-Ra: l'histoire de sa vie
Au cours de sa première période, elle rapporte des visites nocturnes, par l'apparition d'Hor-Ra. Il lui dicte lentement, sur une période de douze mois, l'histoire de sa vie antérieure. L'histoire comprend environ soixante-dix pages de texte en écriture hiéroglyphique. Il décrit la vie d'une jeune femme, appelée Bentreshyt, dans l’Égypte antique, qui serait réincarnée en la personne de Dorothy Eady. Bentreshyt (en français : Harpe de la joie) est décrite dans ce texte comme étant d'origine humble, sa mère étant vendeuse de légumes et son père soldat sous le règne du roi Séthi Ier (vers -1290 à -1279 av. J.-C.).
Elle perd sa mère à l'âge de trois ans et est placée dans le temple de Kom El Sultan (en) parce que son père ne peut s'en occuper. Elle y est élevée pour devenir une prêtresse. À douze ans, le Grand Prêtre lui demande si elle souhaite sortir dans le monde ou rester et devenir une vierge consacrée. Faute de comprendre et sans réelle alternative, elle prononce les vœux religieux.
Pendant les deux années suivantes, elle apprend son rôle dans le drame annuel de la passion et de la résurrection d'Osiris, rôle que seules des prêtresses vierges consacrées à Isis peuvent tenir,. Un jour, Séthi Ier lui rend visite et lui parle. Ils deviennent amants et mangent l'oie crue, terme ancien égyptien comparé à manger le fruit défendu. Quand Bentreshyt tombe enceinte, elle dit au grand prêtre qui est le père. Le grand prêtre l'informe que la gravité de l'infraction contre Isis est si terrible que la peine de mort sera la plus probable en cas de procès. Ne souhaitant pas faire face au scandale public, pour Séthi, elle se suicide pour éviter d’être jugée.

## Travail avec Selim Hassan et Ahmed Fakhry
En 1935, Dorothy Eady se sépare de son mari lorsqu'il accepte un poste d'enseignant en Irak. Leur fils Séthi reste avec elle
Deux ans après l'échec du mariage, elle part vivre à Nazlat al-Samman près des pyramides de Gizeh, où elle rencontre l'archéologue égyptien Selim Hassan, du département des Antiquités, qui l'emploie comme secrétaire et dessinatrice. Elle est la première employée du département et une aubaine pour Hassan,.
Selon Barbara Lesko « Elle a été d'une grande aide pour les chercheurs égyptiens, en particulier Hassan et Fakhry, en corrigeant leur anglais et en écrivant des articles en anglais pour les autres. C'est ainsi que cette Anglaise peu instruite est devenue en Égypte une dessinatrice de premier ordre et une écrivaine prolifique et talentueuse qui, même sous son propre nom, a produit des articles, des essais, des monographies et des livres d'une grande richesse, d'esprit et de fond. »